# Stockholms centralstation

Stockholm Centralstation oder Stockholm C ist der größte Bahnhof Schwedens. Er befindet sich im Stockholmer Stadtteil Norrmalm, an der bekannten Vasagatan. Der älteste Teil ist ein Kopfbahnhof mit den Gleisen 1–8 für Züge von/nach Norden. Gleis 1 und 2 sind für den Arlanda Express reserviert.
Der neuere Teil ist ein Durchgangsbahnhof mit den Gleisen 10–19. Dabei ist Gleis 10 die Verlängerung von Gleis 8 nach Süden.
Hinzu kommen noch die vier Gleise der Citybanan.

## Geschichte

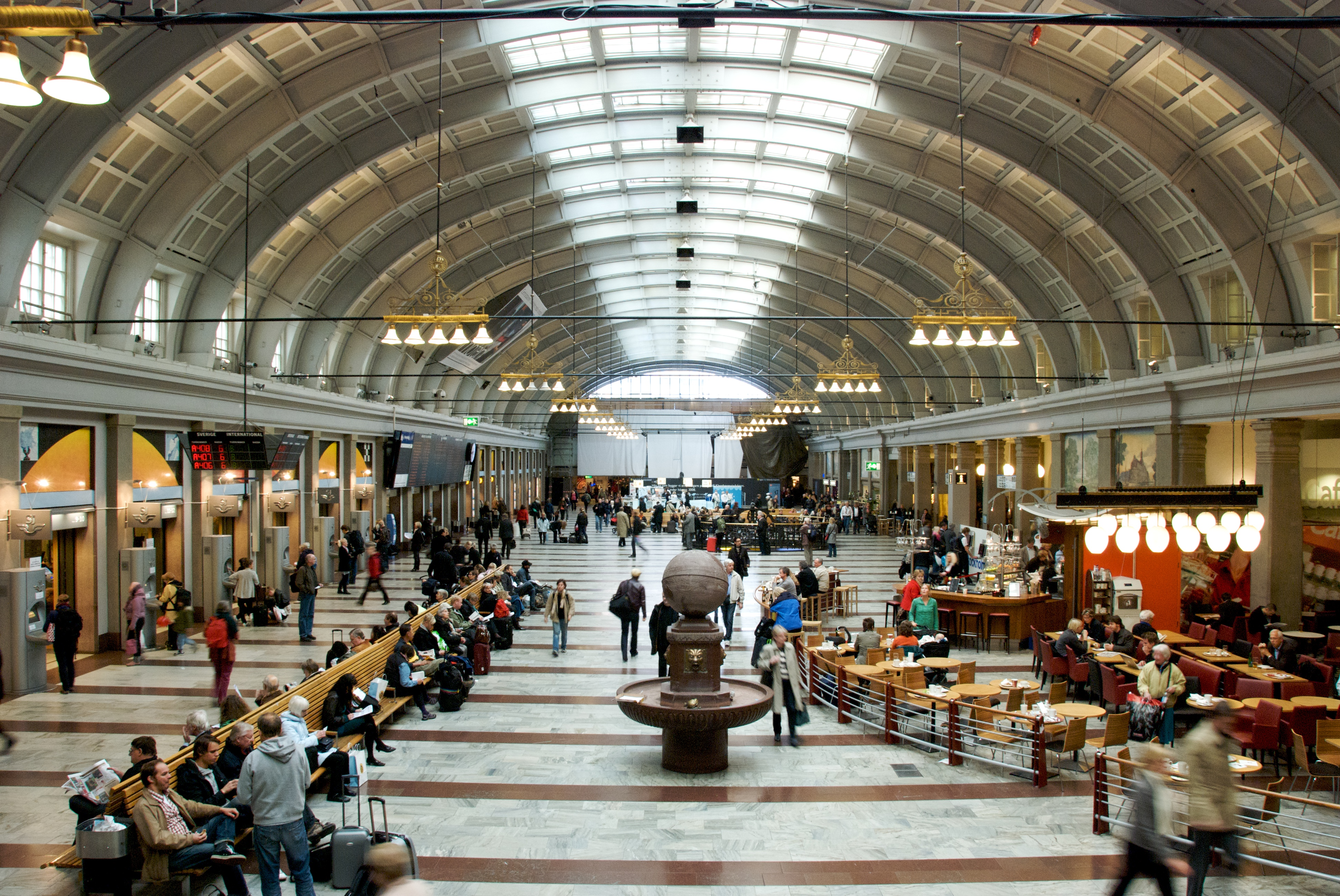
Bahnhofshalle

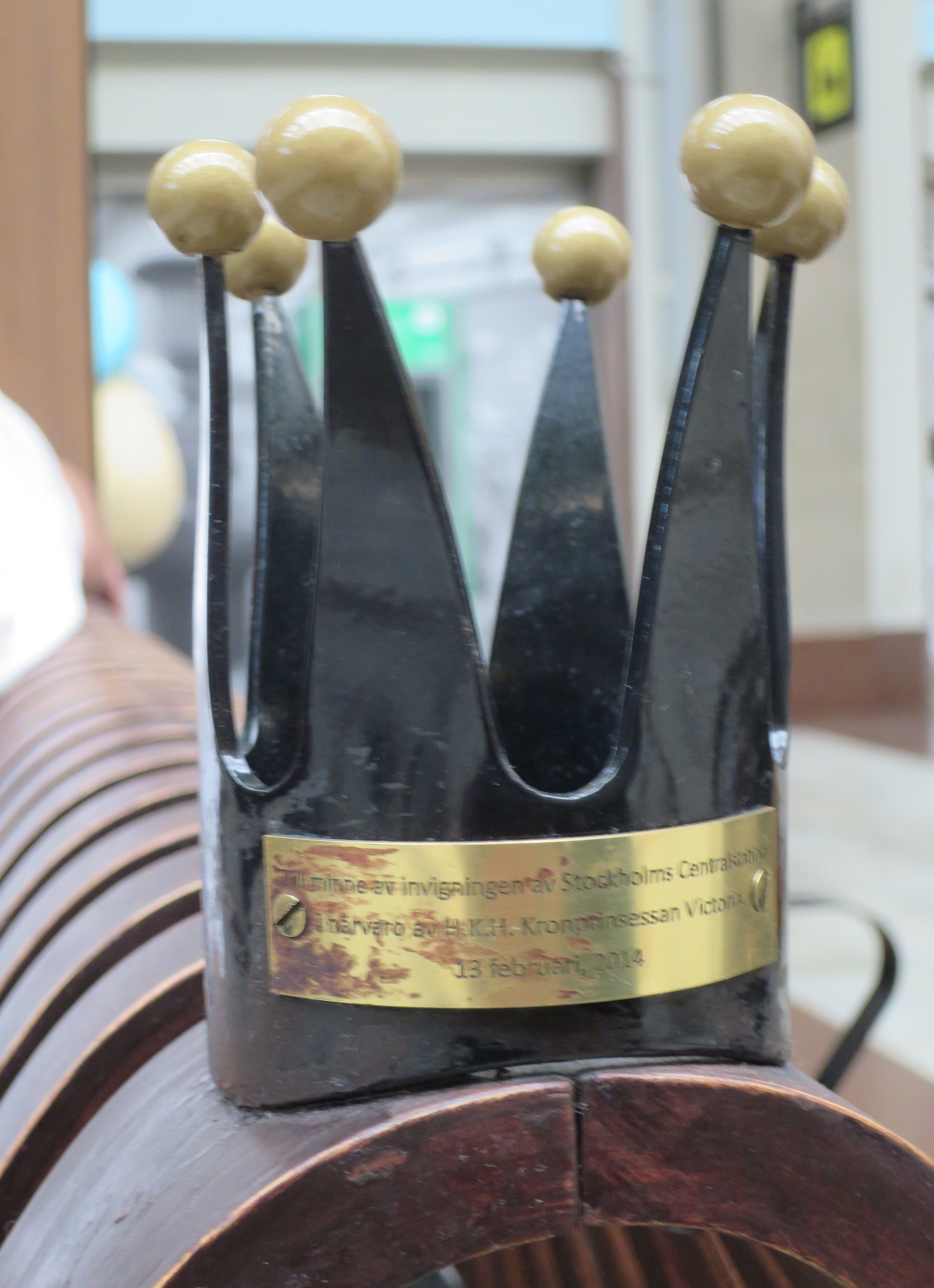
Gedenkplakette zur Einweihung des renovierten Bahnhofs 2014

Architekt des Bahnhofsgebäudes war der Chefarchitekt des Statens Järnvägars arkitektkontor (deutsch Architekturbüro der Staatlichen Eisenbahnen) Adolf Wilhelm Edelsvärd.
Der Bahnhof wurde am 18. Juli 1871 eröffnet und hatte zunächst fünf Gleise inzwischen verfügt er über 18 Bahnsteiggleise. Stockholm Centralen wird jeden Tag von etwa 410.000 Besuchern genutzt.
Von den täglich 170.000 Zug-Reisenden sind etwa 105.000 Pendler, die hauptsächlich mit den Nahverkehrszügen der Bahngesellschaft SJ und dem Pendeltåg, einer Art S-Bahn, fahren. Weitere 25.000 fahren mit dem Arlanda Express zum Flughafen Stockholm/Arlanda. Etwa 40.000 Fahrgäste benutzen die Fernverbindungen.
Seit 1957 befindet sich östlich des Bahnhofs zwischen Vasagatan, Klarabergsgatan und Sergels Torg die U-Bahn-Station T-Centralen mit sechs Gleisen, an der die sieben Linien der Stockholmer Tunnelbana, der U-Bahn, halten. Die U-Bahn-Station ist über einen Verbindungstunnel mit dem Fernbahnhof verbunden und wird täglich von etwa 183.900 Fahrgästen frequentiert (Anzahl zusteigender Passagiere an einem Winterwerktag 2015).
Der Bahnhof wurde 2012 bis 2014 erweitert und modernisiert, wodurch einige neue Geschäfte im Untergeschoss hinzukamen. Außerdem wurde der Energieverbrauchs um 25 Prozent reduziert und damit eine Zertifizierung als Grünes Gebäude erreicht.
Um Kapazitätsengpässen auf der Strecke Stockholms södra – Stockholm C entgegenzuwirken, wurde bis Juli 2017 ein neuer Eisenbahntunnel, der sogenannte Citybanan-Tunnel, gebaut. Seitdem verkehren die Züge des Pendeltåg durch den Tunnel und halten nicht mehr in Stockholm C, sondern in der neu errichteten Tunnelstation Stockholm City, die sich unter dem U-Bahnknoten T-Centralen befindet. Die Tunnelstation umfasst vier Gleise im Richtungsbetrieb an zwei Mittelbahnsteigen mit Bahnsteigtüren und ist sowohl mit T-Centralen als auch mit dem Fernbahnhof über Rolltreppen und Aufzüge verbunden.

## Vertikaler Aufbau

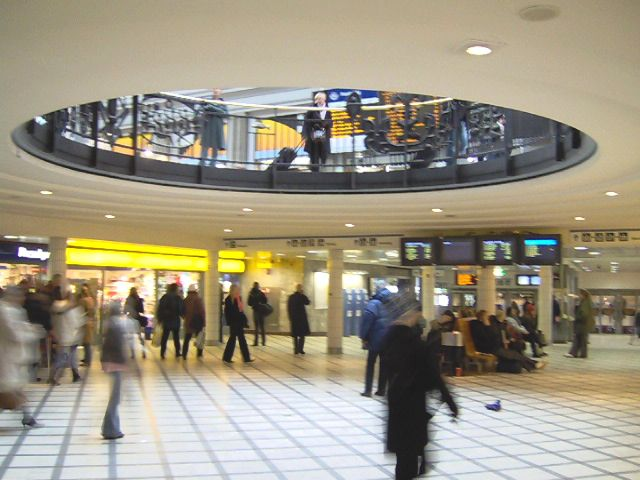
Ringen („Der Ring“), vom Untergeschoss aus gesehen

Von oben nach unten besteht das recht komplexe Gebäude aus folgenden neun Ebenen:
- Obergeschoss: Einige Geschäfte, Ausgang zum Klarabergsviadukt und Cityterminalen (Busse)
- Bahnhofshalle (Geschäfte, Restaurants, SJ-Schalter), Gleise 1–8, 10, 11–19, Ausgang zur Vasagatan: Taxi, Busse. Der Zugang zu den Gleisen 11–19 erfolgt über das Ober- oder das Untergeschoss.
- Untergeschoss: Geschäfte, Schließfächer, SL-Kundencenter, Verbindungsgang zur Tunnelbana und Cityterminalen
- 8,5 m tief: Tunnelbana: grüne Line Richtung Odenplan, rote Linie Richtung Liljeholmen
- 14 m tief: Tunnelbana: grüne Linie Richtung Slussen, rote Linie Richtung Östermalmstorg
- Verbindungsgang „Blå gången“
- 30 m tief: Tunnelbana: blaue Linie
- Zwischengeschoss
- 40 m tief: Citybanan

Der Begriff „Centralstation“ bezieht sich nur auf die oberen drei Ebenen. Die folgenden vier gehören zu „T-Centralen“ und die letzten beiden zu „Station Stockholm City“. Die oberen drei Ebenen können ohne Fahrkarte betreten werden, für die anderen muss eine der Sperrenanlagen passiert werden.